# Opițvet, Sofia
Opițvet (în bulgară Опицвет) este un sat în comuna Kostinbrod, regiunea Sofia,  Bulgaria. 

## Demografie
Componența etnică a satului Opițvet
     Bulgari (96,35%)
     Romi (2,91%)
     Nicio identificare (0,72%)
     Altele (0%)
La recensământul din 2011, populația satului Opițvet era de 412 locuitori. Din punct de vedere etnic, majoritatea locuitorilor (96,35%) erau bulgari, cu o minoritate de romi (2,91%). Pentru 0,72% din locuitori nu este cunoscută apartenența etnică.